# Rhathymoscelis batesi
Rhathymoscelis batesi är en skalbaggsart som beskrevs av Lane 1965. Rhathymoscelis batesi ingår i släktet Rhathymoscelis och familjen långhorningar.
Artens utbredningsområde är Guatemala. Inga underarter finns listade i Catalogue of Life.